# Viktorija Zmaga Glogovec
‎Viktorija Zmaga Glogovec, slovenska pisateljica, scenaristka, vzgojiteljica, profesorica socialne pedagogike, * 31. julij 1943, Vordernberg, Avstrija

## Življenje
Rodila se je v Vordernbergu, v občini Leoben v Avstriji. Leta 1945 se je s starši vrnila v Slovenijo. Živela je v Ljubljani pri starih starših.
Po končani osnovni šoli se je vpisala na vzgojiteljsko šolo in jo zaključila. Nadaljevala je s študijem umetnostne zgodovine in sociologije. Kasneje je na Pedagoški fakulteti na Reki diplomirala na višji stopnji; smeri predšolska vzgoja. Na ljubljanski Pedagoški fakulteti je diplomirala na visoki stopnji kot profesorica socialne pedagogike.
Sedem let je bila vzgojiteljica, kasneje pa ravnateljica vrtca Milana Majcna v Ljubljani. V vrtce je uvajala didaktični model projektnega pedagoškega procesa.
Zatem se je zaposlila v Zavodu Republike Slovenije za šolstvo in šport, kjer je opravljala naloge pedagoške svetovalke in višje svetovalke za predšolsko vzgojo vse do upokojitve.

## Delo
S pisanjem se je ljubiteljsko začela ukvarjati že v srednji šoli, kjer je s spisom Rodila sem se na natečaju osvojila prvo mesto. Kasneje je v reviji Otrok in družina redno pisala strokovne članke in črtice o življenju otrok. Pisala je leposlovje za predšolske otroke, strokovne pedagoške knjige, scenarije za otroške televizijske oddaje. Za odrasle je napisala dva romana in zbirko pesmi.
Navdih za pisanje otroških del so bili otroci v vrtcu, njen sin in kasneje vnukinji. Skupaj z vnukinjo Nušo je napisala knjigo Sanjske konjske zgodbe.
V svojih mladinskih delih govori o drugačnosti in enkratnosti živih bitij ter o temeljnih življenjskih vrednotah. Rada opozarja na pomen interkulturne vzgoje otrok ter na drugačen način življenja otrok v Indiji in centralni Afriki. Starše, vzgojitelje in učitelje opominja na velik pomen zgodnje priprave otrok na branje in pisanje.

### Slikanice za predšolske otroke
- Jakec, kje si? (Mladinska knjiga, Ljubljana, 1980) (COBISS)
- Mihec, kje si? (Mladinska knjiga, Ljubljana, 1980) (COBISS)
- Slikanica za Jurčka in mamico (DDU Univerzum, Ljubljana, 1983) (COBISS)
- Slikanica za Jurčka in očka (DDU Univerzum, Ljubljana, 1983) (COBISS)
- Jakec in črte (Mladinska knjiga, Ljubljana, 1983) (COBISS)
- Mihec in črte (Mladinska knjiga, Ljubljana, 1983) (COBISS)
- Jure in kresničke (Univerzum, Ljubljana, 1984) (COBISS)
- Jure in rumena rutka (DDU Univerzum, Ljubljana, 1984) (COBISS)
- Mihec lovi dan (Mladinska knjiga, Ljubljana, 1984) (COBISS)
- Jakec lovi noč (Mladinska knjiga, Ljubljana, 1985) (COBISS)
- Jurček na travniku (Državna založba Slovenije, Ljubljana, 1985) (COBISS)
- Jurček na igrišču (Državna založba Slovenije, Ljubljana, 1985) (COBISS)
- Tik in Tak (Mladinska knjiga, Ljubljana, 1987) (COBISS)
- Mavrični slonček (DZS, Ljubljana, 1998) (COBISS)
- Nežine črke (Društvo Mohorjeva družba, Celje, 2006)  (COBISS)

### Knjige za mladino
- Deček in slon  (Cankarjeva založba, Ljubljana, 2002) (COBISS)
- Indija, ki ni Koromandija (Forma 7, Ljubljana, 2003) (COBISS)
- Sanjske konjske zgodbe (Sanje, Ljubljana, 2005) (COBISS)
- Velike ljubezni majhnih ljudi (Forma 7, Ljubljana, 2008) (COBISS)

### Knjige za odrasle

#### Romani
- Tesnoba (Državna založba Slovenije, Ljubljana, 1972) (COBISS)
- Srce v očeh  (1974-1975) (COBISS)
- Želim si  (2008) (COBISS)
- V viharju izgnanstva  (2010) (COBISS)

#### Pesmi
- Za naslednjim hribom  (1997) (COBISS)

### Strokovna knjige s področja predšolske pedagogike
- Vadimo za cicibanovo športno značko  (1988) – 4 soavtorji (COBISS)
- Nadarjeni otroci v vrtcih  (1990) – 1 soavtor (COBISS)
- Videotehnologija v predšolski vzgoji  (1991) – 2 soavtorja (COBISS)
- Ustvarjalnost; projektno delo v vrtcu  (1992) – 1 soavtor (COBISS)
- Mi med seboj  (1993) – več soavtorjev (COBISS)
- Kako drugače?  (1994) – 2 soavtorja (COBISS)
- Inovacija Miška  (1995) (COBISS)
- Prometna vzgoja otroka  (1996) (COBISS)

Opombe
Poleg naštetih del je Viktorija Zmaga Glogovec objavila več kot 100 strokovnik člankov, črtic in zgodb v raznih revijah in časopisih.
Nekaj njenih referatov je bilo objavljenih tudi na mednarodnih simpozijih na Slovenskem in v tujini.

## Priznanja
- 1980 - Medalja zaslug za narod, za razvoj predšolske vzgoje v RS
- 1987 - Zlati znak Zveze prijateljev mladine Slovenije
- 1988 - Zlato odličje Olimpijskega komiteja Republike Slovenije za razvoj športne vzgoje predšolskih otrok